# Quai aux Fleurs
Le quai aux Fleurs est un quai situé le long de la Seine sur l'île de la Cité dans le 4e arrondissement de Paris.

## Situation et accès

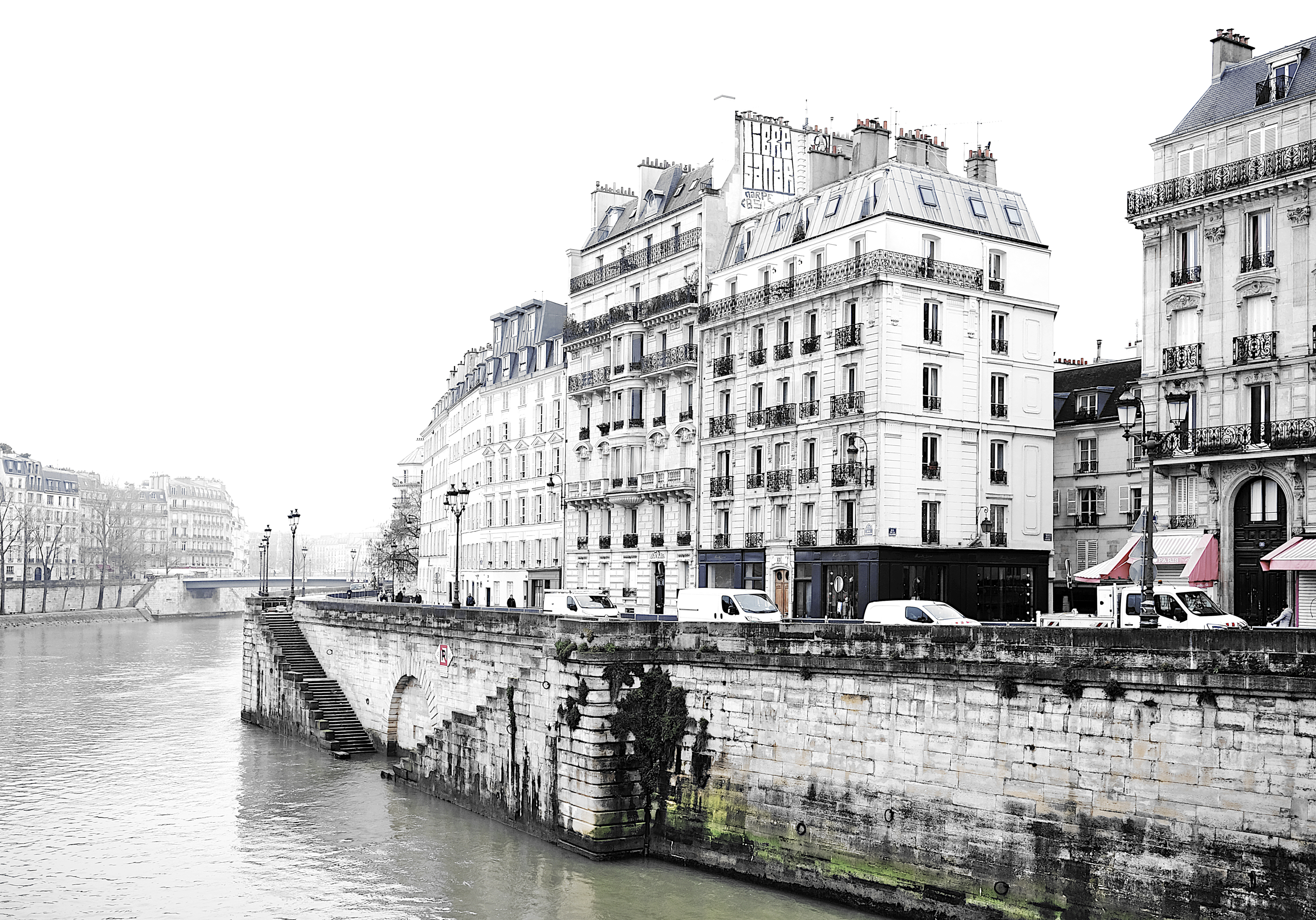
Le quai aux Fleurs vu du pont d'Arcole ; en arrière-plan, l'île Saint-Louis.

Il débute au pont Saint-Louis, qui permet d'assurer une liaison avec l'île Saint-Louis, et se termine au pont d'Arcole qui mène place de l'Hôtel-de-Ville, rive droite.

## Origine du nom
Le quai porte ce nom en raison de la proximité du marché aux fleurs.

## Historique
Extrait des lettres patente du 22 avril 1769 : « Il sera ouvert un nouveau quai appelé le quai des Ursins, depuis la descente du pont Notre-Dame, du côté de Saint-Denis-de-la-Chartre jusqu'au pont de pierre dont la construction a été ordonnée. La rue Saint-Pierre-aux-Bœufs sera alignée, élargie et prolongée depuis le parvis Notre-Dame jusqu’à son débouché sur ledit quai. » Ces améliorations ne furent pas exécutées, mais elles furent confirmées par un arrêté du Directoire exécutif en date du 13 thermidor an VII (31 juillet 1799).
Sur le rapport du ministre de l'Intérieur en date du 29 vendémiaire an XII (22 octobre 1803) le gouvernement de la République arrête : « Il sera sans délai procédé aux travaux nécessaires pour l'ouverture d'un quai, entre le pont Notre-Dame et celui de la Cité, sur la rive gauche de la Seine, etc. Lesdites maisons et celles nationales, situées sur le terrain destiné au nouveau quai, seront démolies, et les matériaux en provenant vendus pour acquitter les frais de démolition, et le surplus être employé aux dépenses de l'ouverture de ce quai ; néanmoins les pierres et moellons seront réservés pour les constructions et réparations du quai. Signé Napoléon Bonaparte »
Le 4 ventôse an XII (22 avril 1804), le ministre de l'Intérieur Chaptal approuve, pour ce quai, un alignement, modifié le 10 prairial suivant (30 mai 1804). Sa largeur est alors fixée à 14,60 mètres et dès cette époque le quai doit prendre la dénomination de « quai Napoléon ».
Cette voie publique est immédiatement commencée, et l'on abat les maisons des rues Basse-des-Ursins et d'Enfer, bâties le long de la Seine. Dans un premier temps les travaux sont suspendus, puis continués en vertu d'un décret du 11 mars 1808. En 1816, ce quai reçoit le nom de « quai de la Cité ». Au mois de janvier 1834, il reprend la dénomination de « quai Napoléon » avant de prendre en 1873 celui de « quai de la Cité » puis en 1879 le nom de « quai aux Fleurs », dont une partie est amputée en 1929 pour être attribuée au nouveau « quai de la Corse ».
Le 6 août 1918, durant la Première Guerre mondiale, un obus lancé par la Grosse Bertha explose dans la Seine à hauteur du quai aux Fleurs.

## Bâtiments remarquables et lieux de mémoire
- No 1A :
  - le philosophe Vladimir Jankélévitch y a résidé de 1938 à sa mort, à l'exception des années de guerre passées dans la clandestinité ;
  - le poète Edmond Fleg y a vécu de 1908 à sa mort en 1963.
- No 3 : l'avocate, féministe et résistante Yvonne Netter y a vécu.
- No 5 : le président de la République René Coty y habita de 1936 à 1954, ainsi que le poète et romancier français Edmond Haraucourt, qui y est mort.
- Nos 9-11 : à cet emplacement, vécurent Pierre Abélard et Héloïse d’Argenteuil, en 1118. L'immeuble actuel date de 1849. Selon l’écrivain et historien Auguste Vitu, l’emplacement est problématique. Aucun ancien historien n’en fait mention, le premier serait Louis-Marie Prudhomme dans Miroir de l’ancien et du nouveau Paris, avec treize voyages en vélocifères dans ses environs (1804). Les médaillons de la façade sont les effigies des gisants du monument funéraire d'Héloïse et Abélard[4].
- No 13 : l'écrivaine et poétesse néo-zélandaise Katherine Mansfield y a vécu avec l'écrivain Francis Carco.

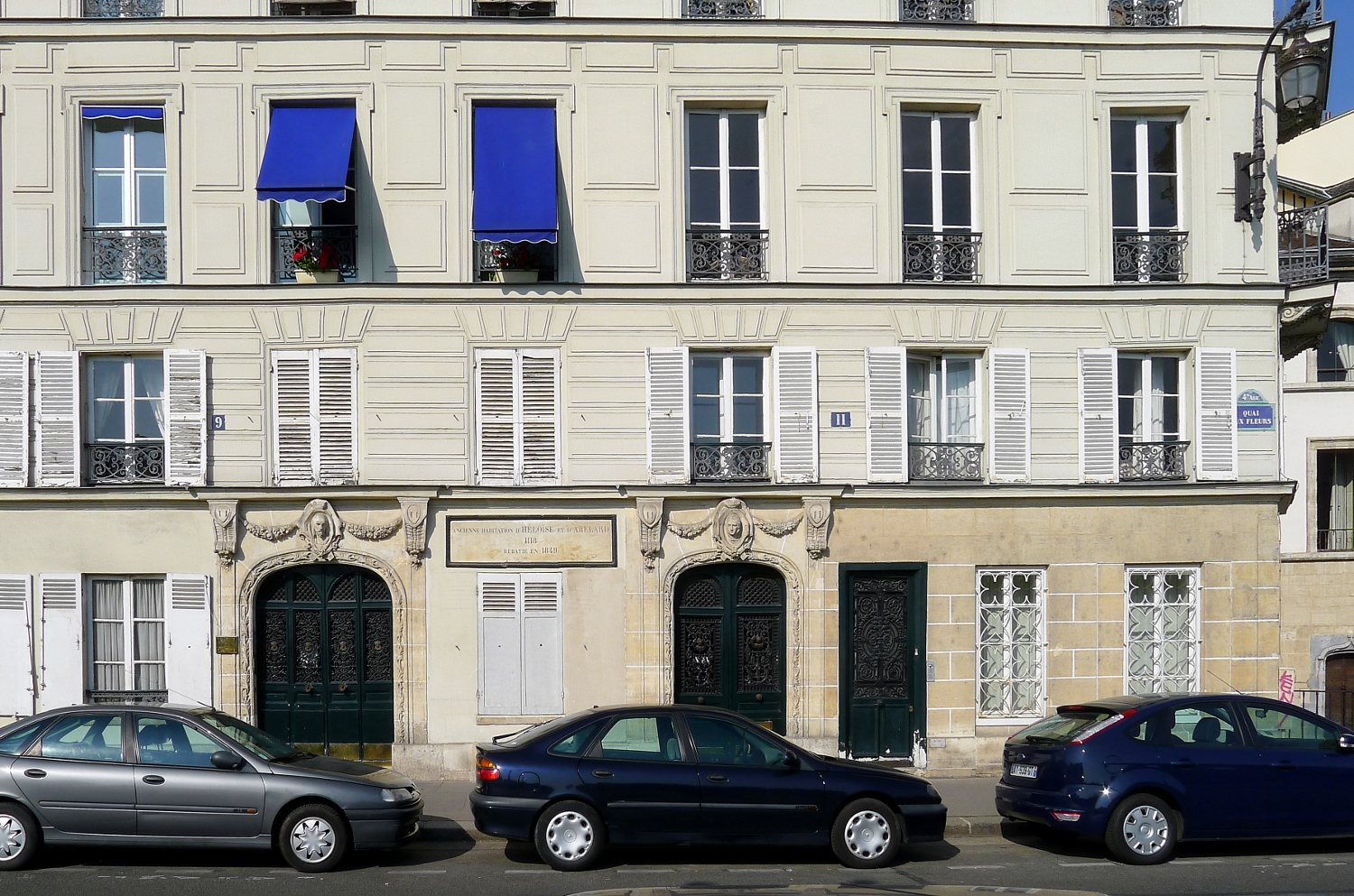
Immeubles nos 9 et 11.
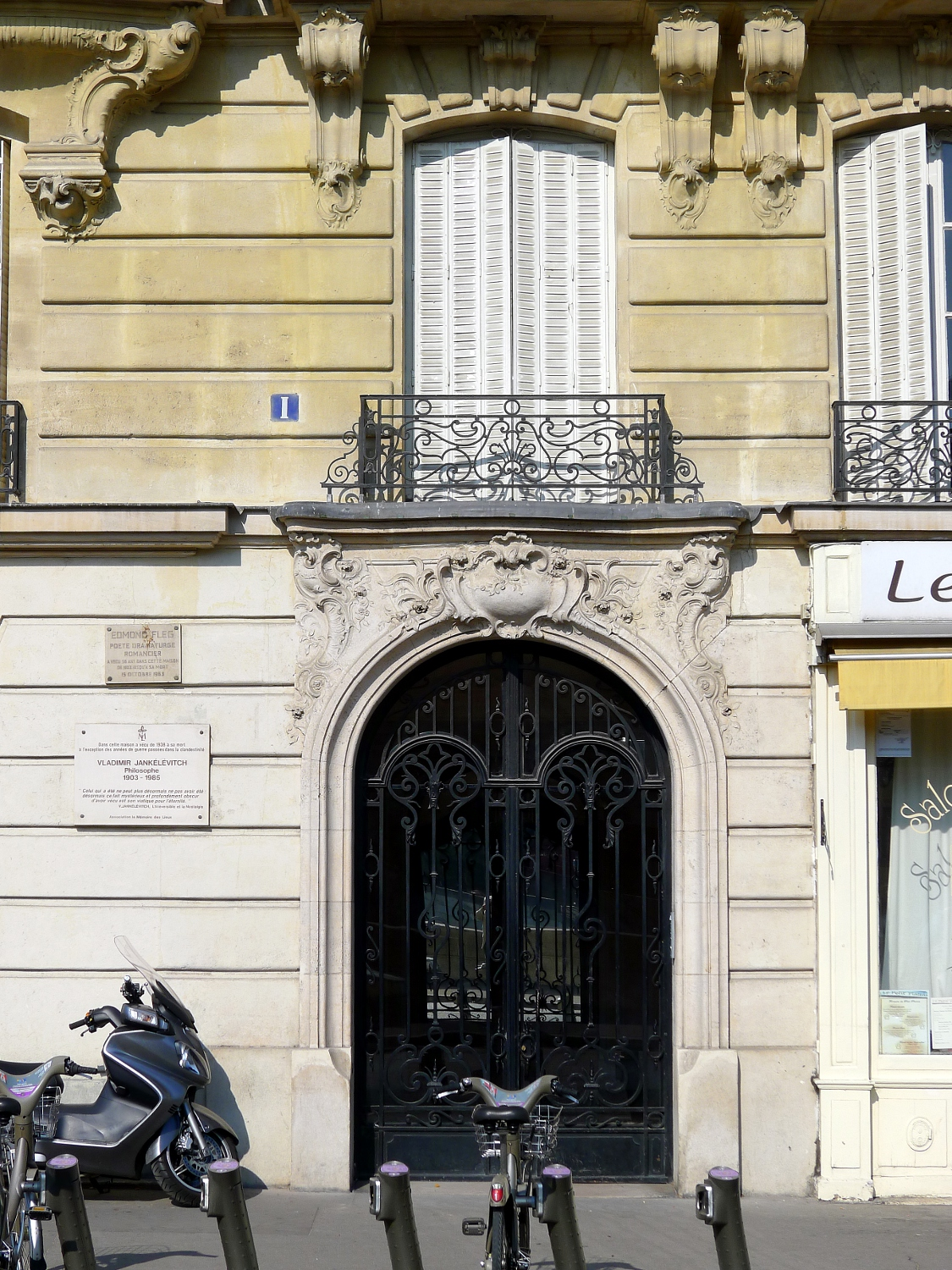
Immeuble no 1.
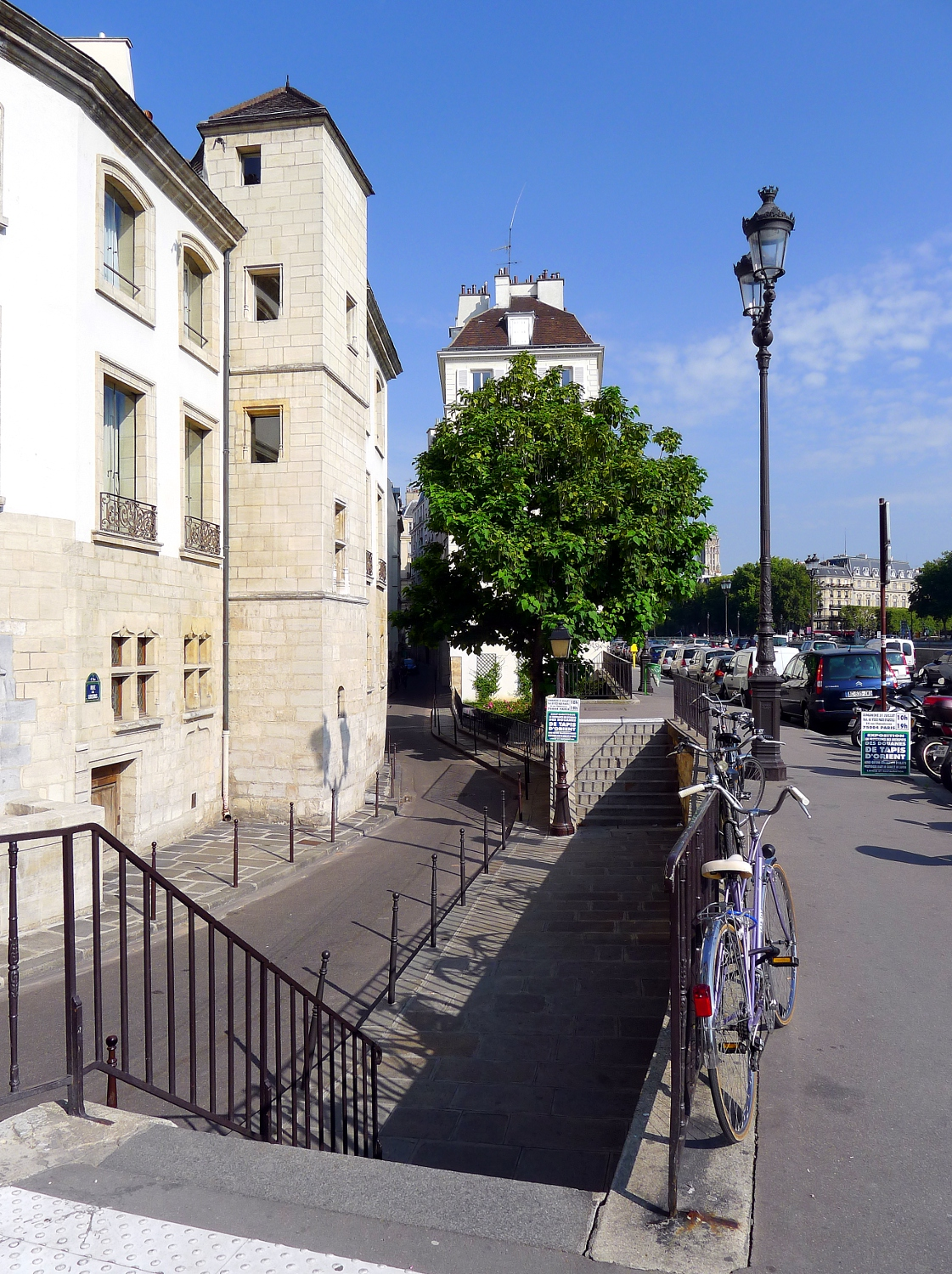
Accès à la rue des Ursins par un escalier.

## Plaques commémoratives

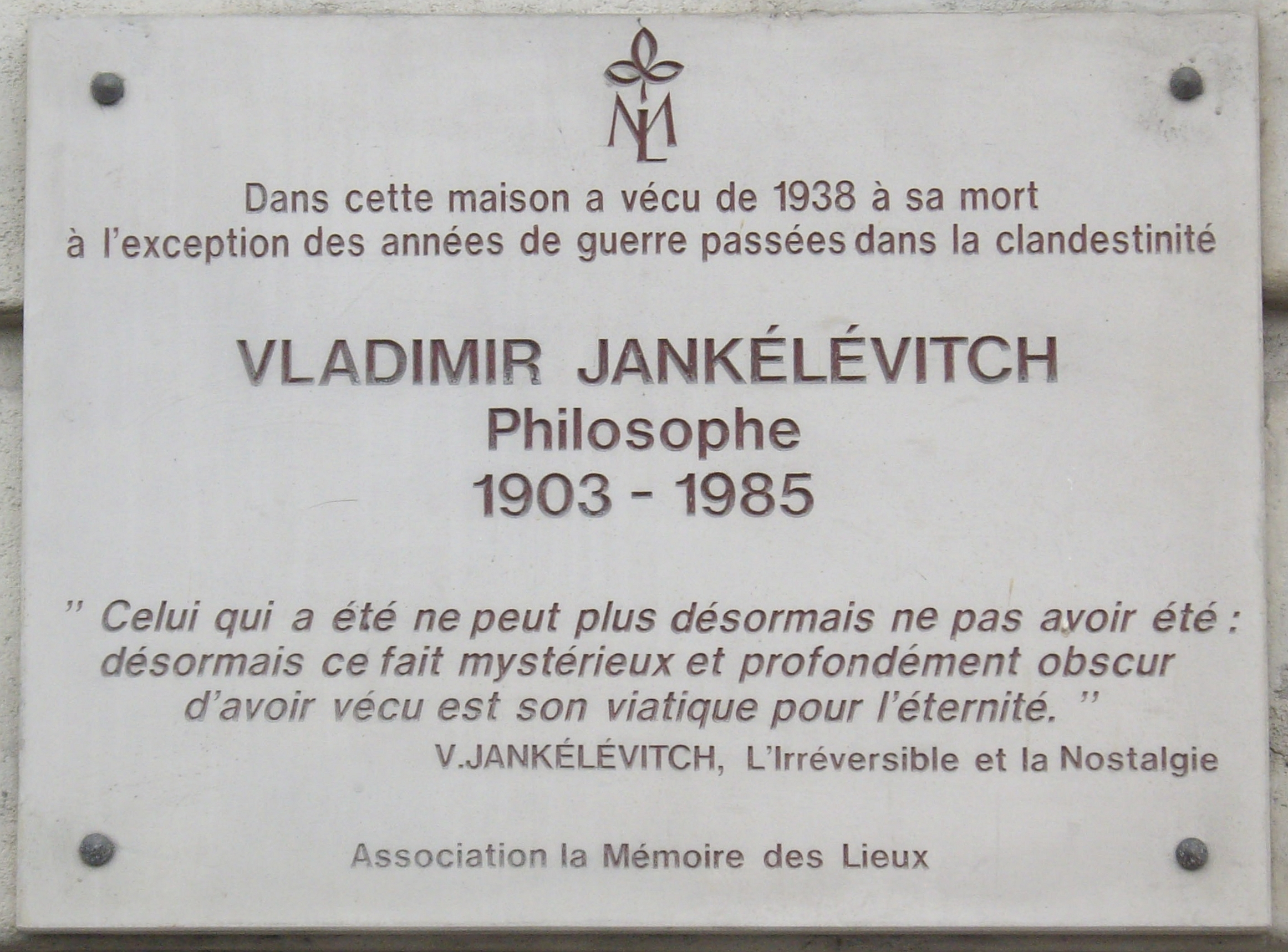
No 1a, quai aux Fleurs.
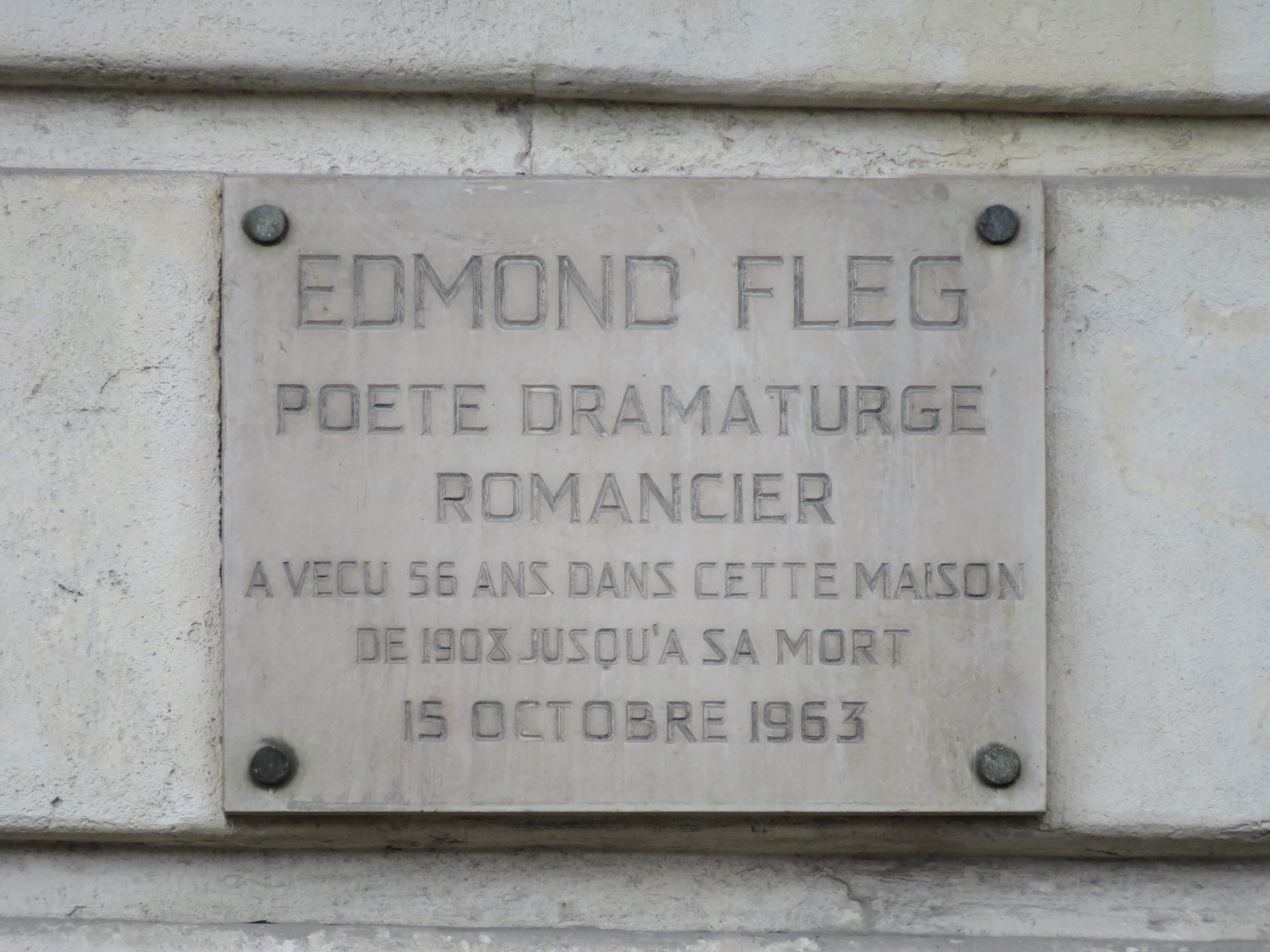
No 1a, quai aux Fleurs.
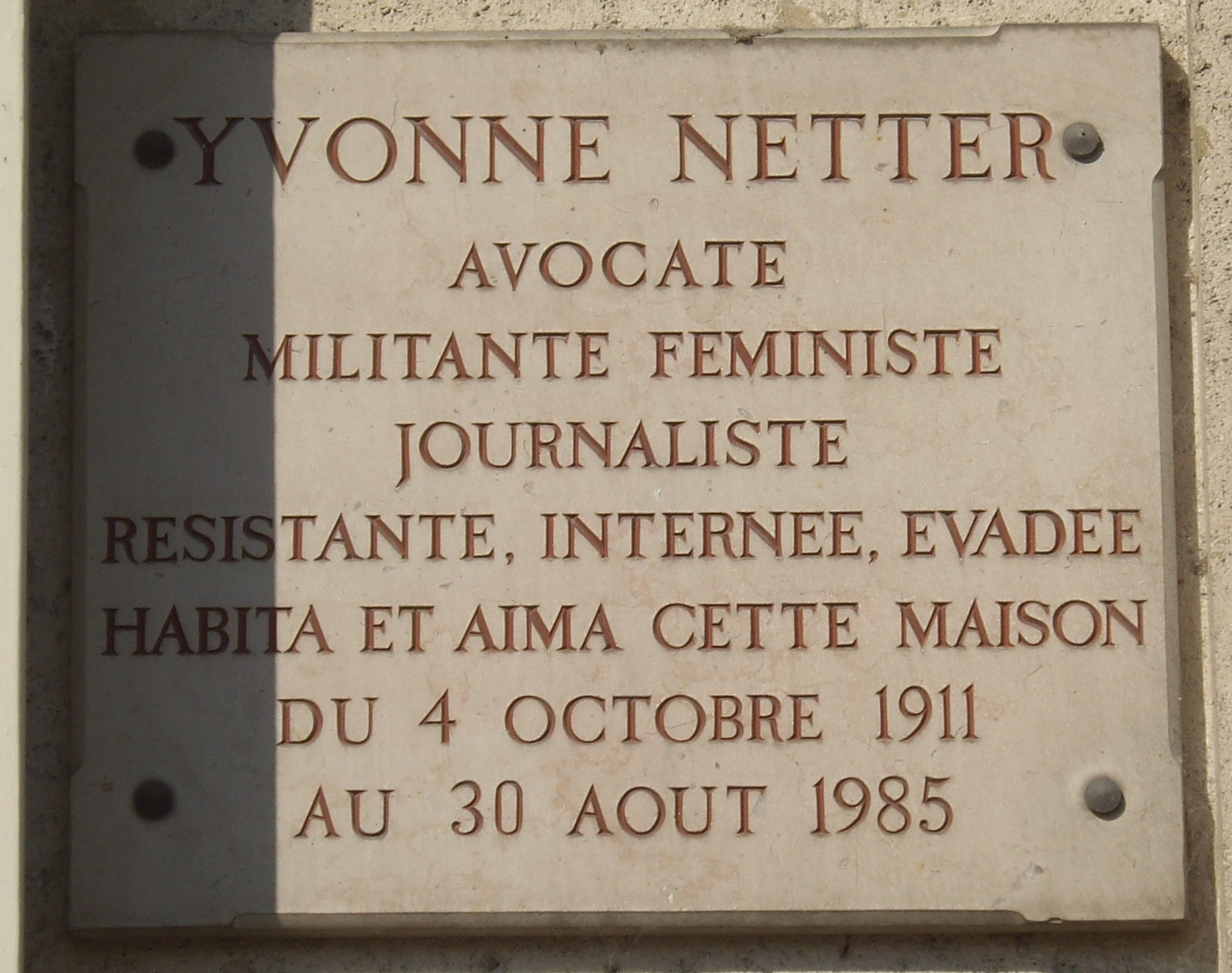
No 3, quai aux Fleurs.
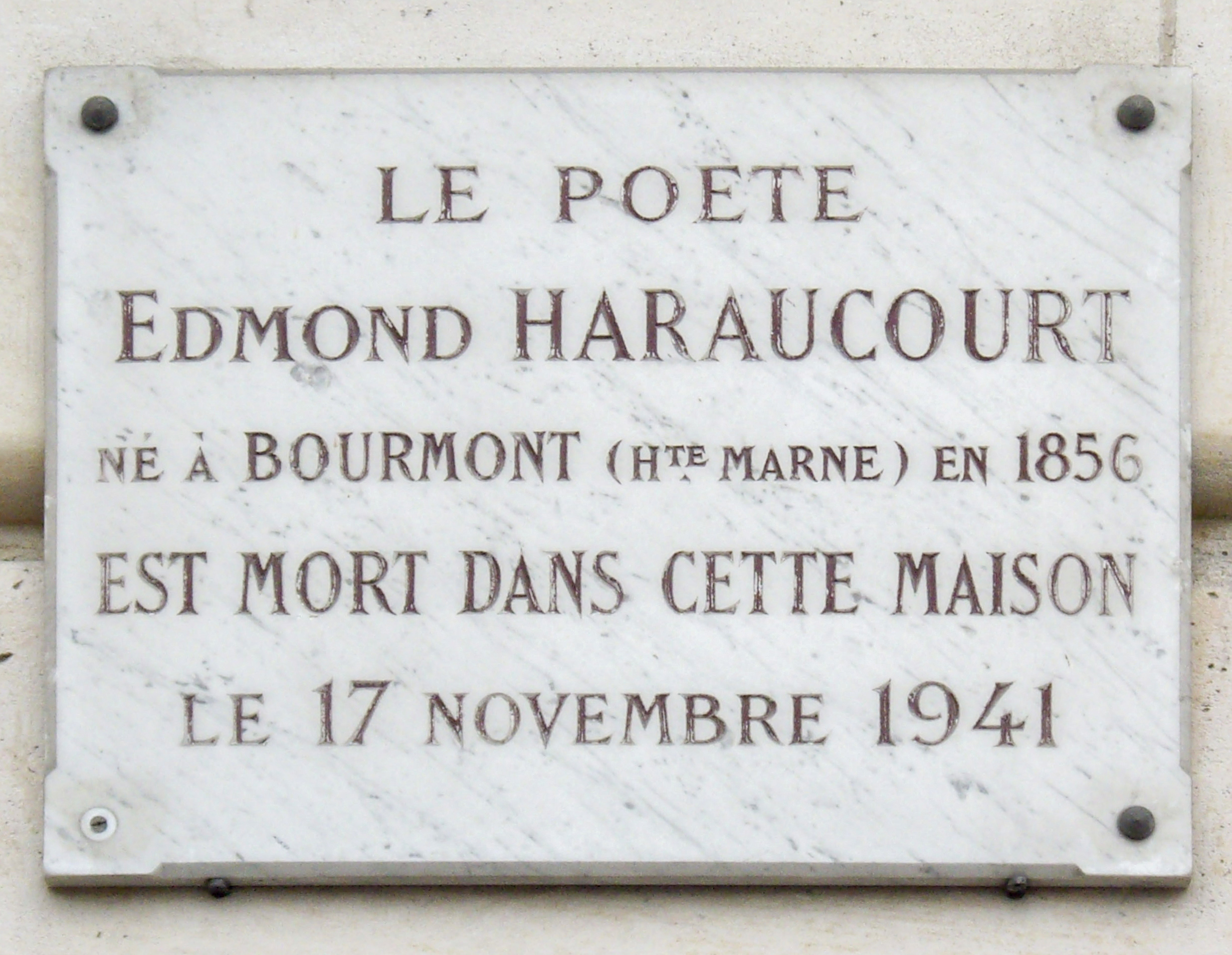
No 5, quai aux Fleurs.
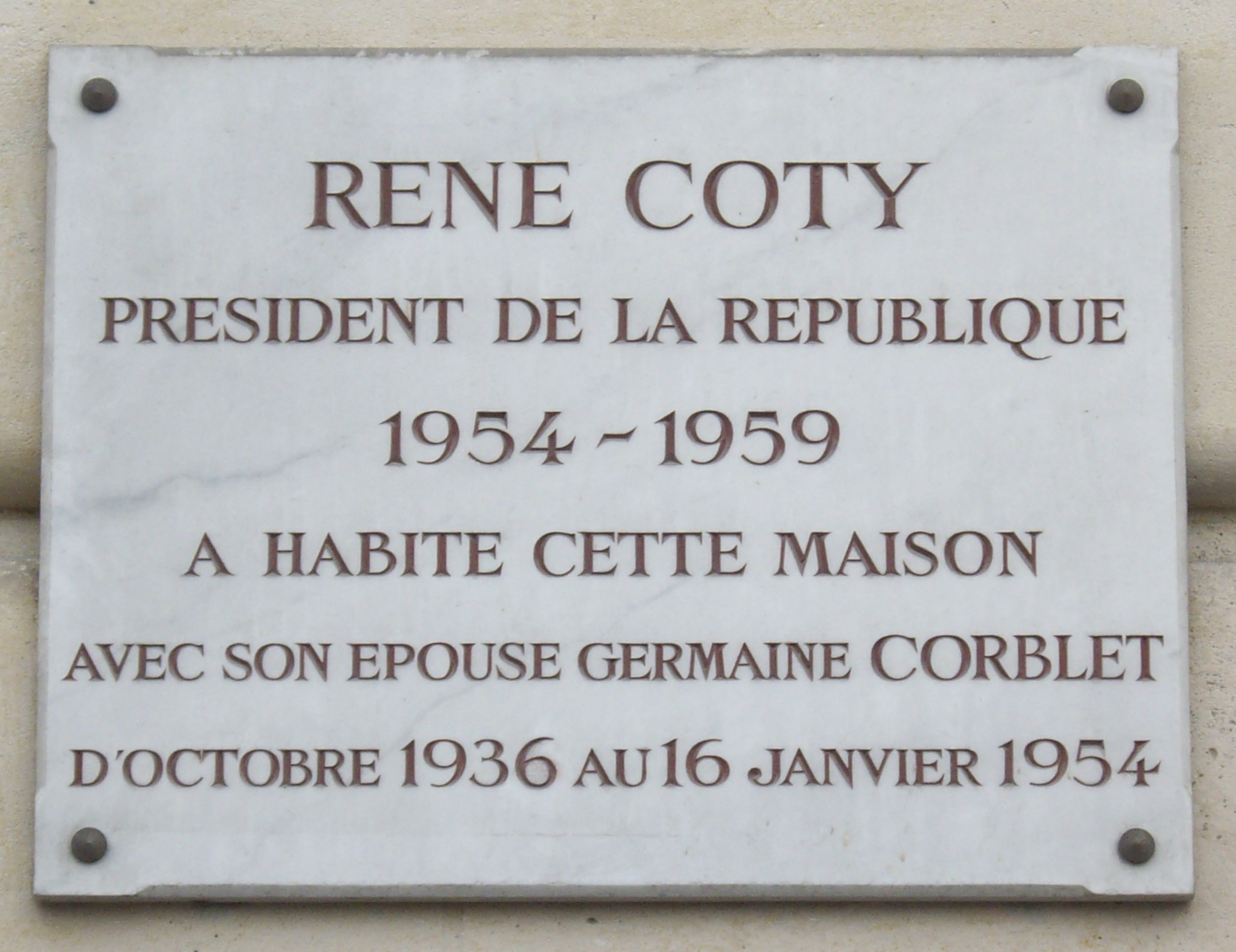
No 5, quai aux Fleurs.
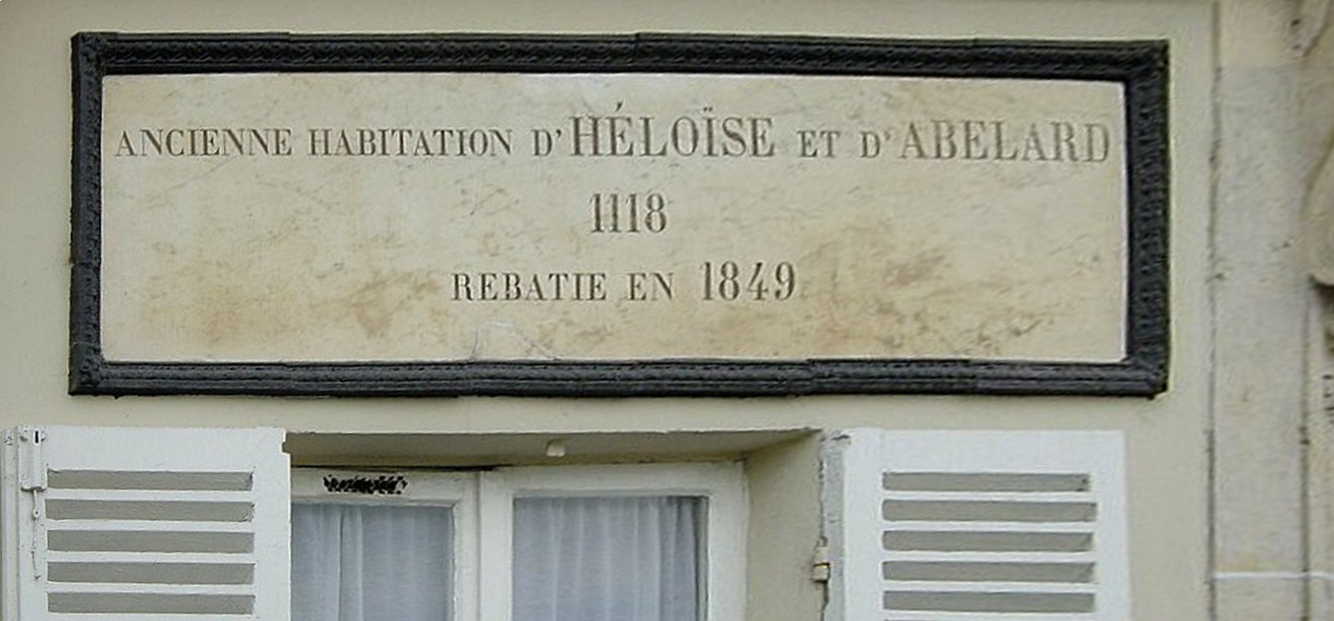
Nos 9-11, quai aux Fleurs.

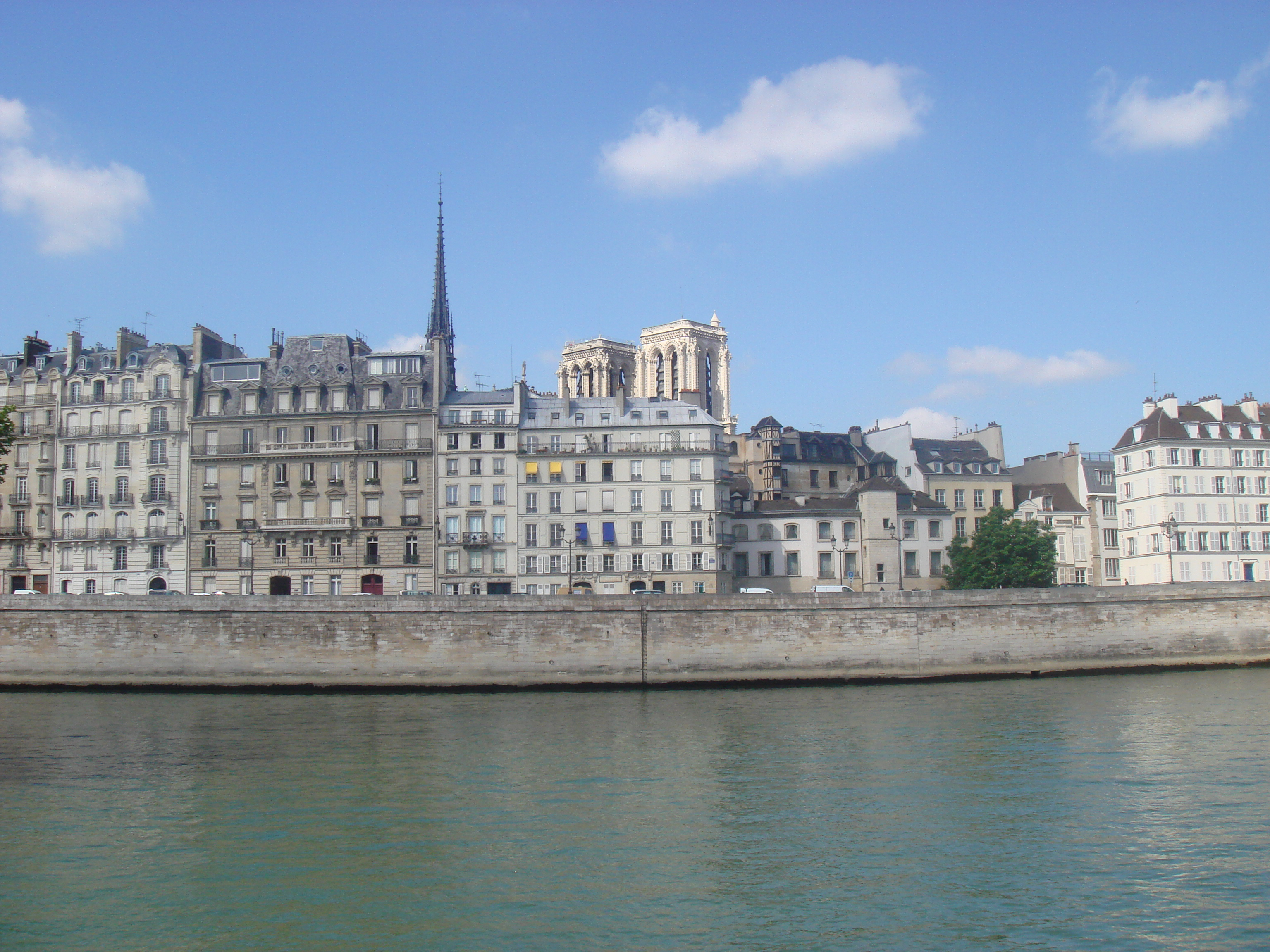
En 2008.
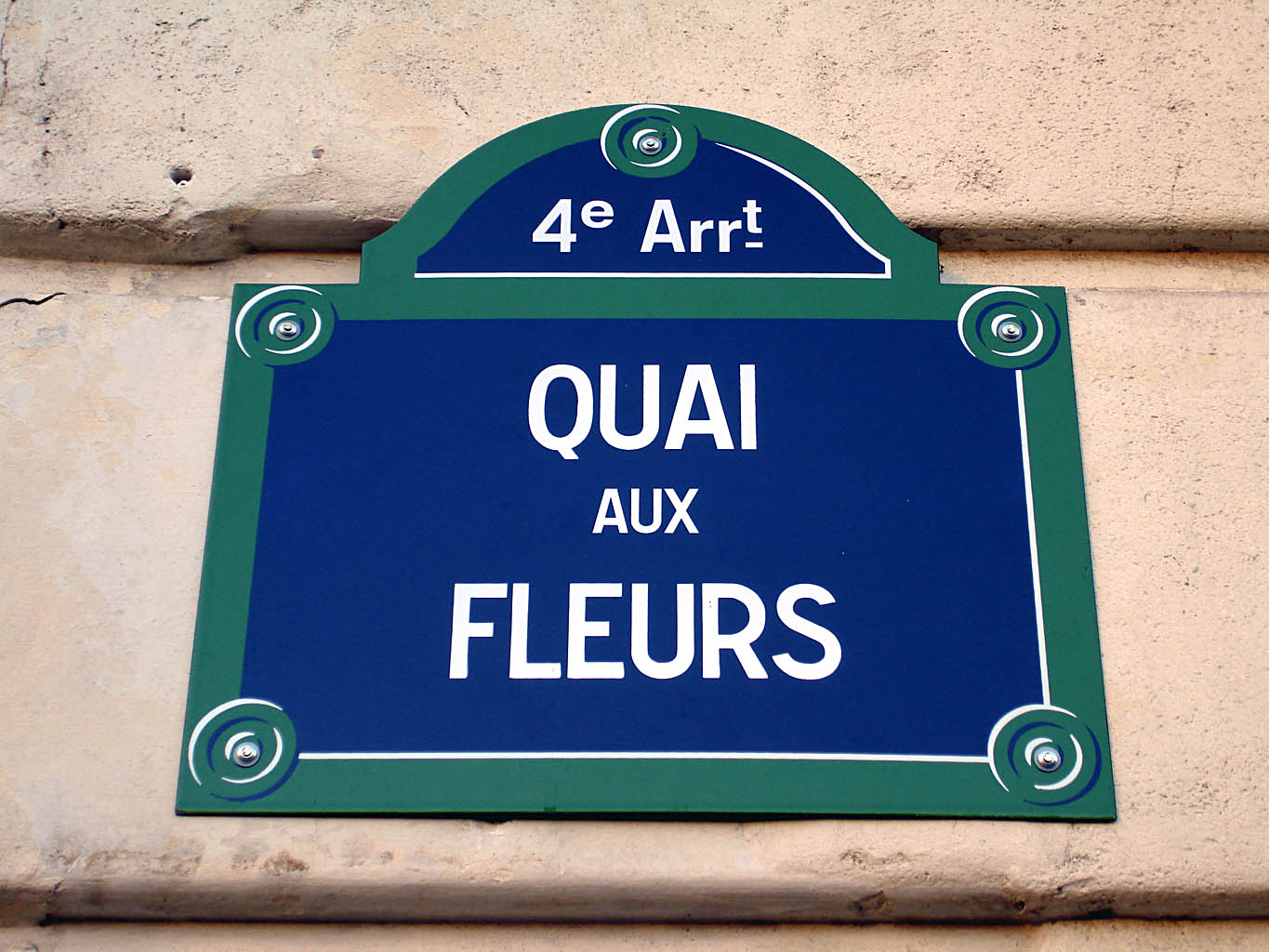
Plaque de rue.
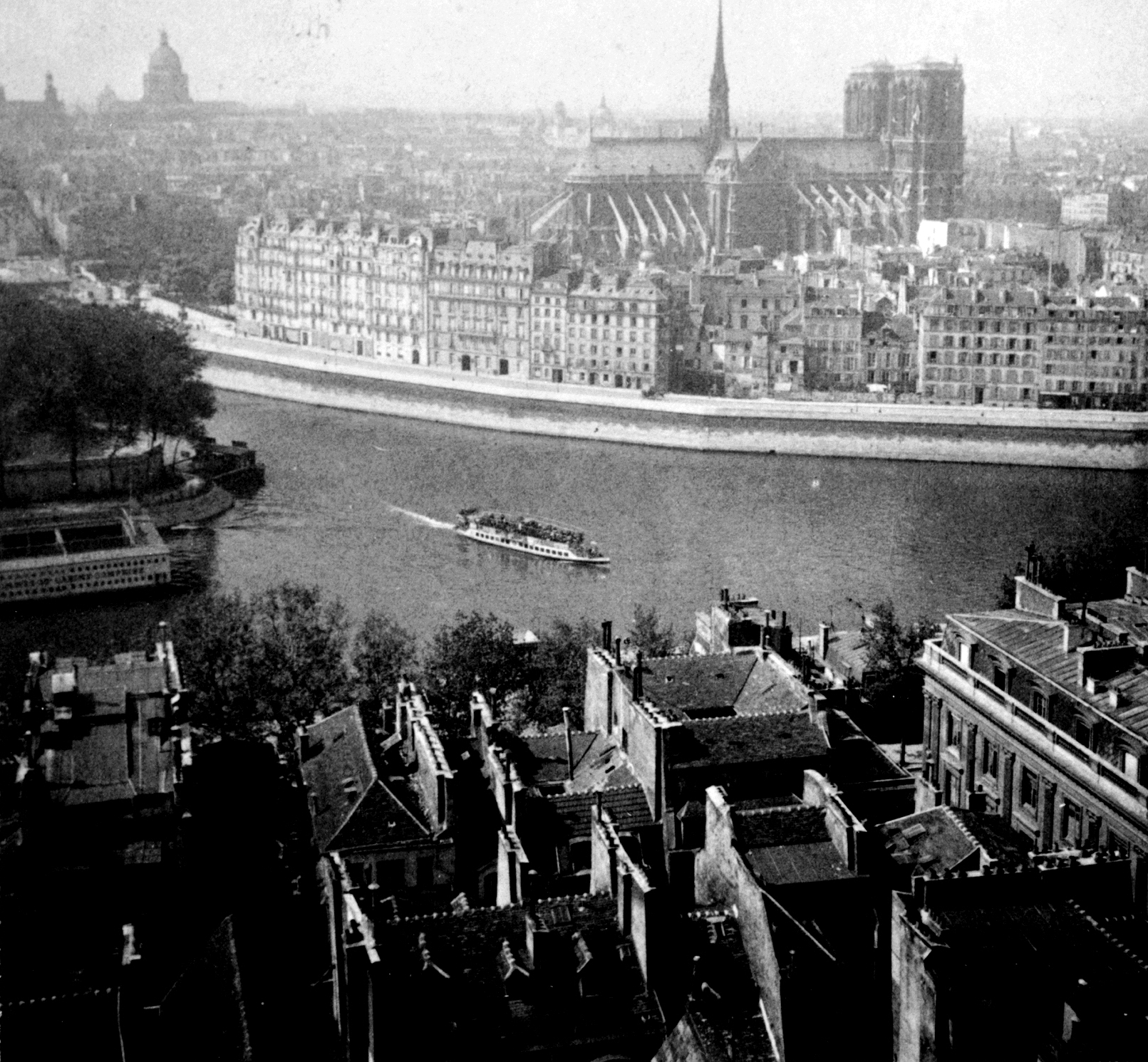
Vers 1900, depuis l'église Saint-Gervais-Saint-Protais.